# Брут (Мікеланджело)
«Брутт»— погруддя Брута, створене італійським скульптором і художником Мікеланджело Буонарроті у 1537–1538 рр., — шедевр доби італійського Відродження. 

## Історія створення
Твір Мікеланджело — покажчик як далеко зайшло вивчення і засвоєння досягнень давньоримської скульптури в Італії на новому етапі. Тепер це і цікава композиція, і нове ідейне навантаження, далеке від простої декоративності. В творі Мікеланджело відчувається вплив погруддя імператора Каракалли роботи невідомого давньоримського скульптора (нині в Неаполі). Але Мікеланджело наділив образ не стільки презирством, скільки спокійною енергією і переконаністю у власній правоті, готовністю до дії. 
Саме звернення до образу убивці римського імператора заради відновлення республіканського правління мало антитиранічне забарвлення і навертало думки сучасників до нещодавніх політичних подій, до відновлення тиранічної влади Медічі у Флоренції. Зрозуміло, що подібне погруддя не могли замовити ні світські тирани-володарі Флоренці, ні римські папи — духовні тирани тодішньої Західної Європи. Антитиранічне ідейне забарвлення погруддя було таким наявним, що Мікеланджело умовили припинити роботу над небезпечним твором і погруддя залишилося незавершеним. В цьому випадку надзвичайні мистецькі якості твору врятували погруддя від знищення, хоча це швидше виняток, ніж правило. Брут Мікеланджело так і залишився поодиноким зразком прореспубліканських, антитиранічних настроїв митця в добу формування абсолютизму як типу імперської влади на теренах Західної Європи в 16 столітті.

## Провенанс (побутування твору)
Замовником погруддя  близько 1538 року був Донато Джанотті (1492-1573), гуманіст  і прихильник республіканської форми правління. Він вважав даньоримського тираноборця власним ідеалом. Серед володарів нетипового погруддя — кардинал Нікколо Рідольфі (1501-1550), на службі у котрого був Донато Джанотті, що емігрував із Флоренції і мешкав у Римі. Близько 1584 року, коли Мікеланджело 20 років як відійшов у інший світ і погруддя Брута почали сприймати як віртуозний витвір мистецтва без ідейного навантаження, його володарем став Франческо І Медічі.

## Галерея

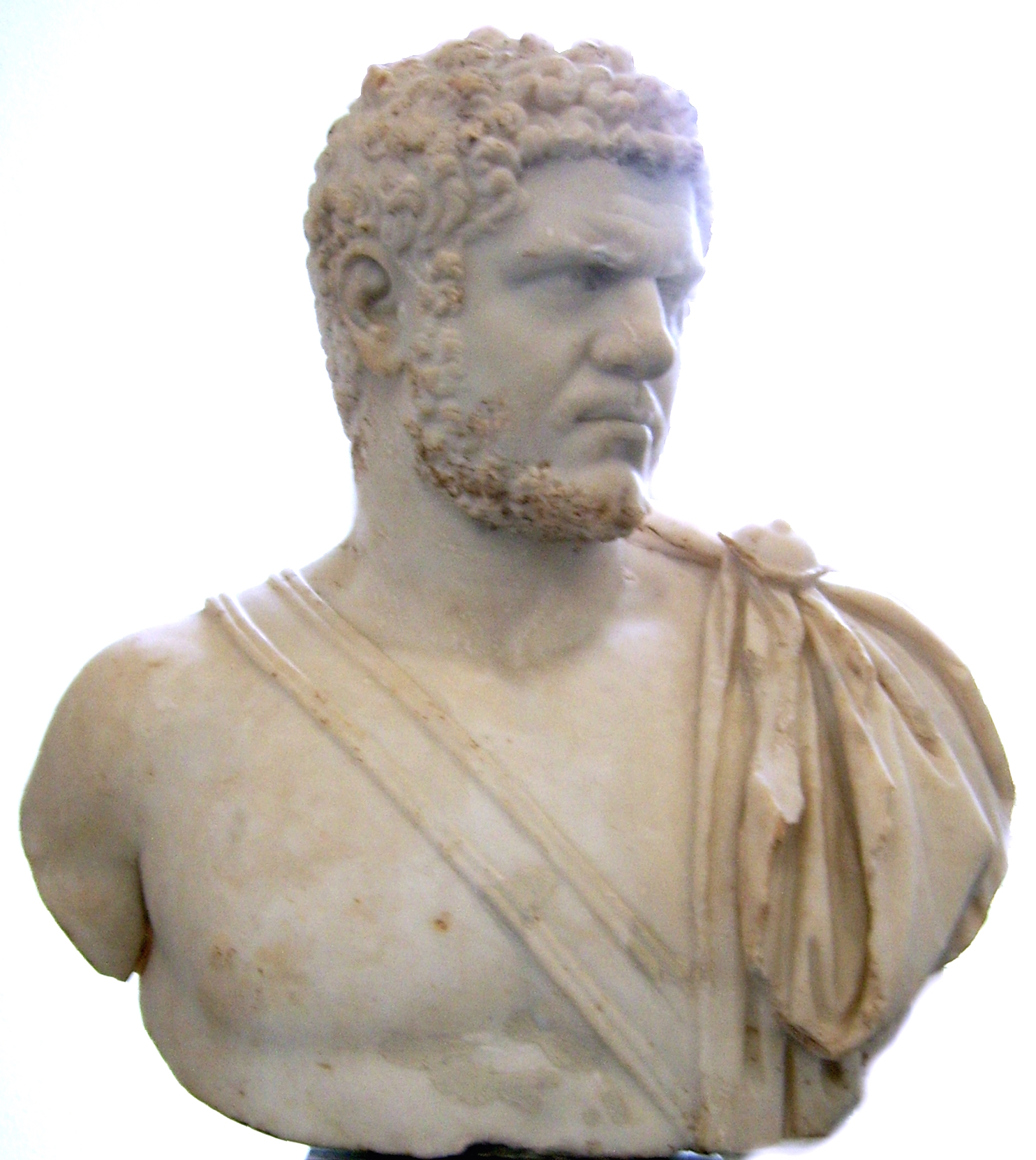
імператор Каракалла, мармур, Берлін.
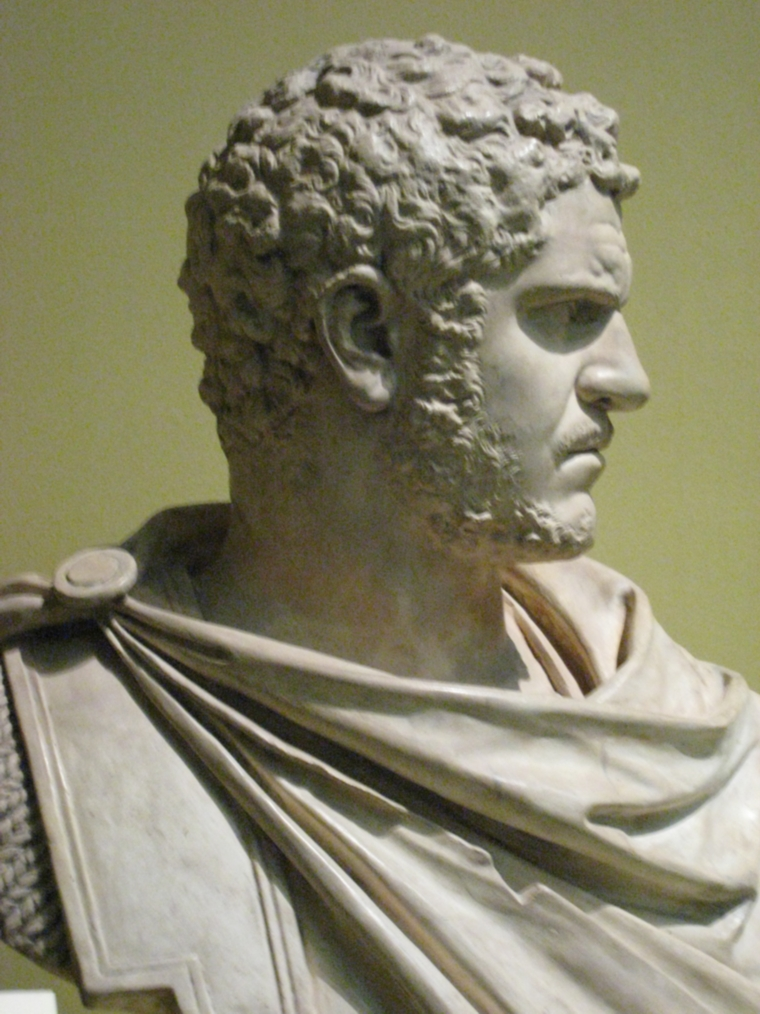
імператор Каракалла, мармур, Неаполь
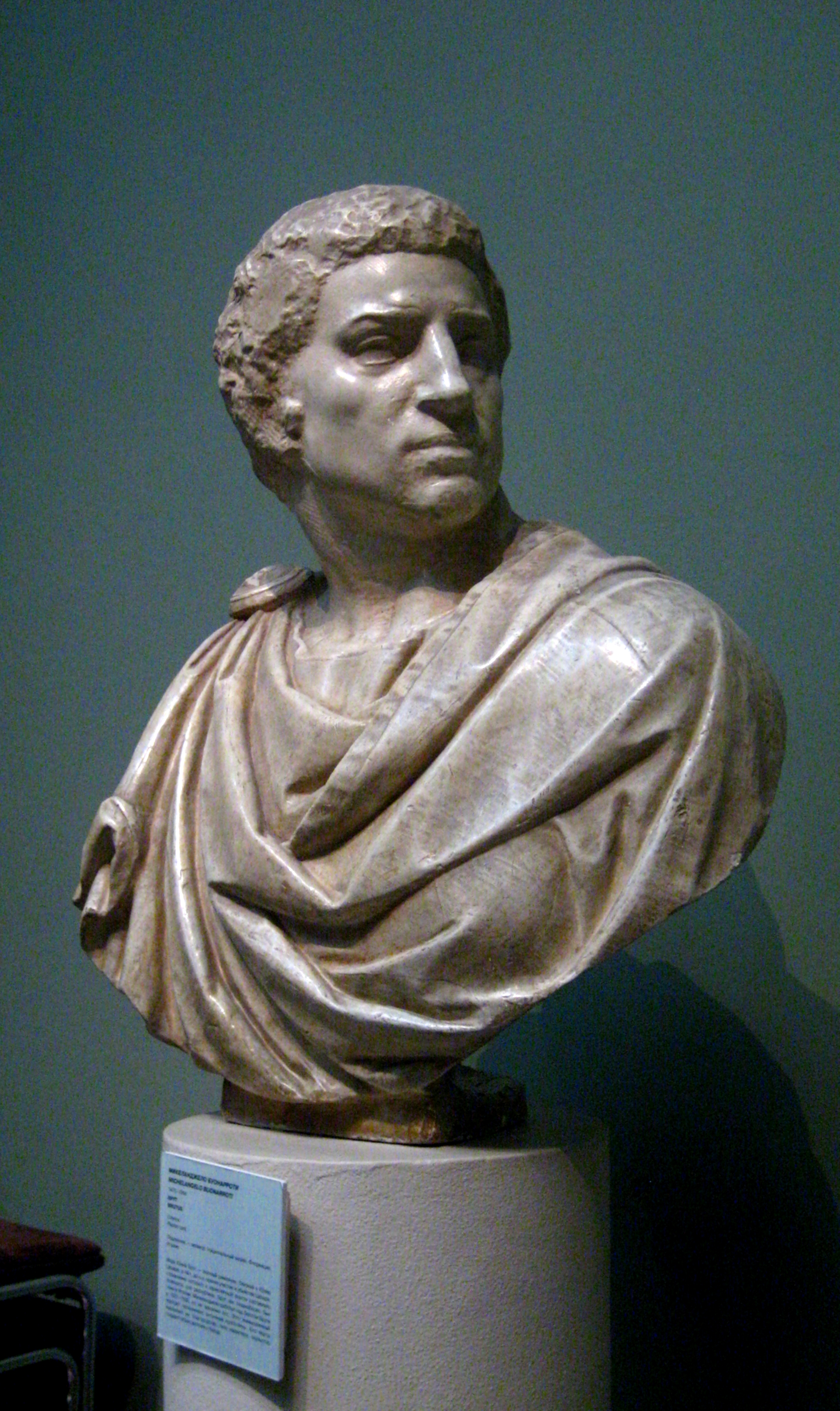
«Брут» роботи Мікеланджело